# Guy Devailly
Guy Devailly, né à Mennetou-sur-Cher (Loir-et-Cher) le 16 août 1924 et mort à Cesson-Sévigné (Ille-et-Vilaine) le 20 novembre 2021, est un historien médiéviste français, connu principalement comme spécialiste de l'histoire du Berry. 
Il a été professeur à l'université de Haute-Bretagne.

## Biographie
Guy Félicien Georges Devailly est né en 1924 à Mennetou-sur-Cher. Son père, Robert Devailly, est fils de notaire et notaire lui-même ; sa famille paternelle est berrichonne, originaire du Cher.
Il est reçu premier à l'agrégation d'histoire. La publication, en 1973, de sa thèse de doctorat sur Le Berry du Xe siècle au milieu du XIIIe fait de lui le spécialiste incontesté du Berry médiéval.
Guy Devailly, à travers plusieurs articles, a aussi développé des recherches sur l'histoire de l'Église et la mise en place de la réforme grégorienne en Berry et dans les provinces de l'ouest de la France.
Il est nommé professeur d'histoire à l'université de Haute-Bretagne en 1983, où il reste jusqu'à sa retraite en 1994. 

## Publications
- Le Cartulaire de Vierzon, Paris, Presses universitaires de France, 1963.
- Le Berry du Xe siècle au milieu du XIIIe. Étude politique, religieuse, sociale et économique, Paris-La Haye, Mouton & Co, 1973 ; réimpr., Walter De Gruyter, 2017, 636 p.  (ISBN 9783111251721) (thèse de doctorat d'État)
- Le Diocèse de Bourges, sous la direction de Guy Devailly, Paris, Letouzey et Ané, coll. « Histoire des diocèses de France », 1973, 264 p.  (ISBN 9782706300202)
- Histoire du Berry, sous la direction de Guy Devailly, Toulouse, Privat, 1980, 336 p.
- Histoire religieuse de la Bretagne, CLD, 1980.
- Martin de Tours, un missionnaire, Éditions ouvrières, 1989, 115 p.  (ISBN 9782708225602)